# Stapelia longipedicellata
Stapelia longipedicellata är en oleanderväxtart som först beskrevs av Ernst Friedrich Berger, och fick sitt nu gällande namn av Nicholas Edward Brown. Stapelia longipedicellata ingår i släktet Stapelia och familjen oleanderväxter. Inga underarter finns listade i Catalogue of Life.